# Kontek

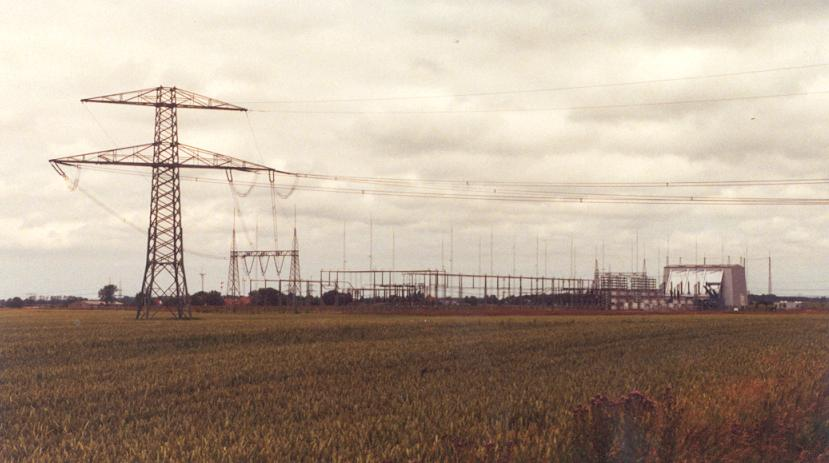
La station de conversion Kontek à Bentwisch

Kontek est une installation de transmission d'électricité en courant continu à haute tension (HVDC) reliant Bentwisch en Allemagne à Bjaeverskov au Danemark. D'une longueur de 170 km, La ligne de 400 kV peut délivrer une puissance de 600 MW. Elle a été mise en service en 1996.

## Technique
Le réseau Kontek est remarquable, car contrairement aux autres réseaux de la Baltique, toutes les sections terrestres sont souterraines. Cette mesure inhabituelle qui a augmenté significativement les coûts a été prise pour des raisons pratiques plus que pour des raisons techniques. En effet obtenir les autorisations pour des câbles aériens aurait pris beaucoup de temps, le fait de les enterrer a permis de respecter les délais.